# Anguloa ruckeri
Anguloa ruckeri är en orkidéart som beskrevs av John Lindley. Anguloa ruckeri ingår i släktet Anguloa och familjen orkidéer. Inga underarter finns listade i Catalogue of Life.